# Stylocalamites
 (mai 2020).
Genre
Stylocalamites est un genre de plantes fossiles du groupe des Sphenophyta, proches des prêles.

## Description
Ce sont des calamites peu ramifiés.
Les tiges principales sont souterraines, puis des ramifications en candélabre aboutissent à un groupe de tiges aériennes.
Ils avaient un toupet de feuilles terminales plaquées contre le tronc.

## Liste des espèces
Selon Paleobiology Database (9 août 2020) : 
- Stylocalamites arborescens